# Grand Prix Ázerbájdžánu 2021
Grand Prix Ázerbájdžánu 2021 (oficiálně Formula 1 Azerbaijan Grand Prix 2021) se jela na okruhu Baku City Circuit v Ázerbájdžánu dne 6. června 2021. Závod byl šestým v pořadí v sezóně 2021 šampionátu Formule 1.

## Kvalifikace
| Poř.                       | No. | Jezdec             | Konstruktér               | Časy v kvalifikaci | Časy v kvalifikaci | Časy v kvalifikaci | Pořadí na startu |
| Poř.                       | No. | Jezdec             | Konstruktér               | Q1                 | Q2                 | Q3                 | Pořadí na startu |
| -------------------------- | --- | ------------------ | ------------------------- | ------------------ | ------------------ | ------------------ | ---------------- |
| 1                          | 16  | Charles Leclerc    | Ferrari                   | 1:42.241           | 1:41.659           | 1:41.218           | 1                |
| 2                          | 44  | Lewis Hamilton     | Mercedes                  | 1:41.545           | 1:41.634           | 1:41.450           | 2                |
| 3                          | 33  | Max Verstappen     | Red Bull Racing-Honda     | 1:41.760           | 1:41.625           | 1:41.563           | 3                |
| 4                          | 10  | Pierre Gasly       | AlphaTauri-Honda          | 1:42.288           | 1:41.932           | 1:41.565           | 4                |
| 5                          | 55  | Carlos Sainz Jr.   | Ferrari                   | 1:42.121           | 1:41.740           | 1:41.576           | 5                |
| 6                          | 4   | Lando Norris       | McLaren-Mercedes          | 1:42.167           | 1:41.813           | 1:41.747           | 9                |
| 7                          | 11  | Sergio Pérez       | Red Bull Racing-Honda     | 1:41.968           | 1:41.630           | 1:41.917           | 6                |
| 8                          | 22  | Júki Cunoda        | AlphaTauri-Honda          | 1:42.521           | 1:41.654           | 1:42.211           | 7                |
| 9                          | 14  | Fernando Alonso    | Alpine-Renault            | 1:42.934           | 1:42.195           | 1:42.327           | 8                |
| 10                         | 77  | Valtteri Bottas    | Mercedes                  | 1:42.701           | 1:42.106           | 1:42.659           | 10               |
| 11                         | 5   | Sebastian Vettel   | Aston Martin-Mercedes     | 1:42.460           | 1:42.224           |                    | 11               |
| 12                         | 31  | Esteban Ocon       | Alpine-Renault            | 1:42.426           | 1:42.273           |                    | 12               |
| 13                         | 3   | Daniel Ricciardo   | McLaren-Mercedes          | 1:42.304           | 1:42.558           |                    | 13               |
| 14                         | 7   | Kimi Räikkönen     | Alfa Romeo Racing-Ferrari | 1:42.923           | 1:42.587           |                    | 14               |
| 15                         | 63  | George Russell     | Williams-Mercedes         | 1:42.728           | 1:42.758           |                    | 15               |
| 16                         | 6   | Nicholas Latifi    | Williams-Mercedes         | 1:43.128           |                    |                    | 16               |
| 17                         | 47  | Mick Schumacher    | Haas-Ferrari              | 1:44.158           |                    |                    | 17               |
| 18                         | 9   | Nikita Mazepin     | Haas-Ferrari              | 1:44.238           |                    |                    | 18               |
| 107% času vítěze: 1:48.653 |     |                    |                           |                    |                    |                    |                  |
| —                          | 18  | Lance Stroll       | Aston Martin-Mercedes     | Bez času           |                    |                    | 19               |
| —                          | 99  | Antonio Giovinazzi | Alfa Romeo Racing-Ferrari | Bez času           |                    |                    | 20               |
| Zdroj:                     |     |                    |                           |                    |                    |                    |                  |

Poznámky
1. ↑  Lando Norris obdržel trest posunu o 3 místa vzad za ignorování červených vlajek v první části kvalifikace.
2. 1 2  Lance Stroll a Antonio Giovinazzi nezaznamenali čas, kterým by se kvalifikovali ve 107 % času vítěze. Start jim byl povolen sportovními komisaři.

## Závod
| Poř.                                                                        | No. | Jezdec             | Konstruktér               | Počet kol | Čas/Odstoupení | Pořadí na startu | Body |
| --------------------------------------------------------------------------- | --- | ------------------ | ------------------------- | --------- | -------------- | ---------------- | ---- |
| 1                                                                           | 11  | Sergio Pérez       | Red Bull Racing-Honda     | 51        | 2:13:36.410    | 6                | 25   |
| 2                                                                           | 5   | Sebastian Vettel   | Aston Martin-Mercedes     | 51        | +1.385         | 11               | 18   |
| 3                                                                           | 10  | Pierre Gasly       | AlphaTauri-Honda          | 51        | +2.762         | 4                | 15   |
| 4                                                                           | 16  | Charles Leclerc    | Ferrari                   | 51        | +3.828         | 1                | 12   |
| 5                                                                           | 4   | Lando Norris       | McLaren-Mercedes          | 51        | +4.754         | 9                | 10   |
| 6                                                                           | 14  | Fernando Alonso    | Alpine-Renault            | 51        | +6.382         | 8                | 8    |
| 7                                                                           | 22  | Júki Cunoda        | AlphaTauri-Honda          | 51        | +6.624         | 7                | 6    |
| 8                                                                           | 55  | Carlos Sainz Jr.   | Ferrari                   | 51        | +7.709         | 5                | 4    |
| 9                                                                           | 3   | Daniel Ricciardo   | McLaren-Mercedes          | 51        | +8.874         | 13               | 2    |
| 10                                                                          | 7   | Kimi Räikkönen     | Alfa Romeo Racing-Ferrari | 51        | +9.576         | 14               | 1    |
| 11                                                                          | 99  | Antonio Giovinazzi | Alfa Romeo Racing-Ferrari | 51        | +10.254        | 20               |      |
| 12                                                                          | 77  | Valtteri Bottas    | Mercedes                  | 51        | +11.264        | 10               |      |
| 13                                                                          | 47  | Mick Schumacher    | Haas-Ferrari              | 51        | +14.241        | 17               |      |
| 14                                                                          | 9   | Nikita Mazepin     | Haas-Ferrari              | 51        | +14.315        | 18               |      |
| 15                                                                          | 44  | Lewis Hamilton     | Mercedes                  | 51        | +17.668        | 2                |      |
| 16                                                                          | 6   | Nicholas Latifi    | Williams-Mercedes         | 51        | +42.379        | 16               |      |
| 17                                                                          | 63  | George Russell     | Williams-Mercedes         | 48        | Převodovka     | 15               |      |
| 18                                                                          | 33  | Max Verstappen     | Red Bull Racing-Honda     | 45        | Nehoda         | 3                |      |
| Ret                                                                         | 18  | Lance Stroll       | Aston Martin-Mercedes     | 29        | Nehoda         | 19               |      |
| Ret                                                                         | 31  | Esteban Ocon       | Alpine-Renault            | 3         | Turbo          | 12               |      |
| Nejrychlejší kolo: Max Verstappen (Red Bull - Honda) – 1:44.481 (v kole 44) |     |                    |                           |           |                |                  |      |
| Zdroj:                                                                      |     |                    |                           |           |                |                  |      |

Poznámky
1. ↑  Nicholas Latifi obdržel trest 10 sekund stop-and-go, který se změnil v přičtení 30 sekund k času v cíli za nevjetí do boxové uličky podle pokynů safety caru.
2. 1 2  George Russell a Max Verstappen odstoupili ze závodu, ale byli klasifikováni, protože odjeli více než 90 % délky závodu.

## Průběžné pořadí po závodě
Pohár jezdců
|        | Pořadí | Jezdec          | Body |
| ------ | ------ | --------------- | ---- |
|        | 1      | Max Verstappen  | 105  |
|        | 2      | Lewis Hamilton  | 101  |
| 2      | 3      | Sergio Pérez    | 69   |
| 1      | 4      | Lando Norris    | 66   |
| 1      | 5      | Charles Leclerc | 52   |
| Zdroj: |        |                 |      |

Pohár konstruktérů
|        | Pořadí | Konstruktér      | Body |
| ------ | ------ | ---------------- | ---- |
|        | 1      | Red Bull-Honda   | 174  |
|        | 2      | Mercedes         | 148  |
| 1      | 3      | Ferrari          | 94   |
| 1      | 4      | McLaren–Mercedes | 92   |
| 1      | 5      | AlphaTauri–Honda | 39   |
| Zdroj: |        |                  |      |